# Chronologie de l'île de Man

Drapeau de l’île de Man.

L’histoire de l’île de Man est largement tributaire de ses voisins : Angleterre, Écosse, Irlande, mais aussi de la Norvège.
Son nom, en mannois Ellan Vannin, proviendrait de Manannan Mac Lir, « le Mannois fils de Lir », le dieu celte fils de l’Océan. Selon la mythologie celtique irlandaise, Finn Mac Cumaill aurait arraché un morceau de rocher pour le lancer sur un ennemi. La pierre serait tombée dans l’océan, ainsi serait née l’île de Man.
L’histoire de l’île de Man est généralement divisée en quatre périodes. La première est celle au cours de laquelle les Celtes occupaient l’île, la deuxième celle des invasions vikings et de la prise de contrôle par les Scandinaves, la troisième correspond à l’époque de la domination anglaise, et la quatrième à l’histoire contemporaine depuis 1866, date à partir de laquelle l’île a obtenu une autonomie croissante en tant que territoire distinct du Royaume-Uni.

## Période celtique
- vers -500 : apparition des Celtes de l’âge du fer de type laténien dans l’île.
- Ve siècle : l’installation de populations venues d’Irlande, impose le gaélique (qui va évoluer pour devenir le mannois ou manxois) en remplacement du brittonique.
- vers 488 : évangélisation et christianisation par saint Maughold (il aurait été converti par saint Patrick).
- VIIe siècle : règne du roi Merfyn Mawr.

## Occupation scandinave
- 798 : premières incursions des Vikings (danois et norvégiens) en mer d’Irlande. Durant tout le IXe siècle, ils vont semer la terreur dans la région, tout en prenant pied sur le continent.
- 880 : le roi de Norvège prend possession de l’île. La bataille de Hafrsfjord (soumission des différents peuples norvégiens par le roi Harald Ier de Norvège) provoque l’exil de certains d’entre eux, vers les îles et notamment vers Man. Le gaélique et le norrois sont les deux langues des Mannois.
- XIe siècle : les Scandinaves adoptent progressivement l’organisation sociale et les coutumes des Celtes.
- 1014 : des Mannois combattent Brian Boru à la bataille de Clontarf, à l'appel de leurs alliés de Dublin et Laigin.

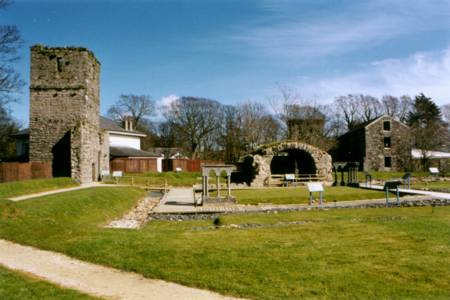
Rushen Abbey

- 1079–1095 : le Danois Godred Crovan, parfois nommé King Orry, contrôle tout le territoire et organise une forme d’administration ; instauration du Tynwald, assemblée des hommes libres, ce qui en fait le plus ancien parlement du monde. Les relations avec la Norvège se distendent.
- 1095 : affrontements entre les parties nord et sud de l’île.
- 1098 : le roi de Norvège Magnus III (1093–1103) réside à Man, la situation géographique lui permet d’organiser des raids vers l’Irlande, le Pays de Galles et l’Écosse.
- 1150 : à partir de cette date, les rites celtiques sont abandonnés à l’abbaye de Rushen, le centre religieux le plus important du Moyen Âge.

## Prises de possession écossaises et anglaises
- 1266 : 2 juillet, traité de Perth par lequel Magnus VI de Norvège cède les Hébrides et l’ïle de Man au roi d’Écosse Alexandre III (1249–1286) contre paiement de 4 000 marcs, soit 2 600 livres.
- 1275 : 8 octobre, bataille du Ronaldsway entre une armée écossaise et les troupes mannoise du roi Godfred Magnuson qui y trouve la mort. Fin de la présence scandinave sur l'île de Man.
- 1290–1333 : période de troubles, rivalité entre Écossais et Anglais pour la domination de l’île.
- 1313 : Robert Ier d’Écosse (Robert de Brus en normand, roi d’Écosse de 1306 à 1329) prend Château-Rushen, résidence princière, après un siège de six semaines.

## Domination anglaise

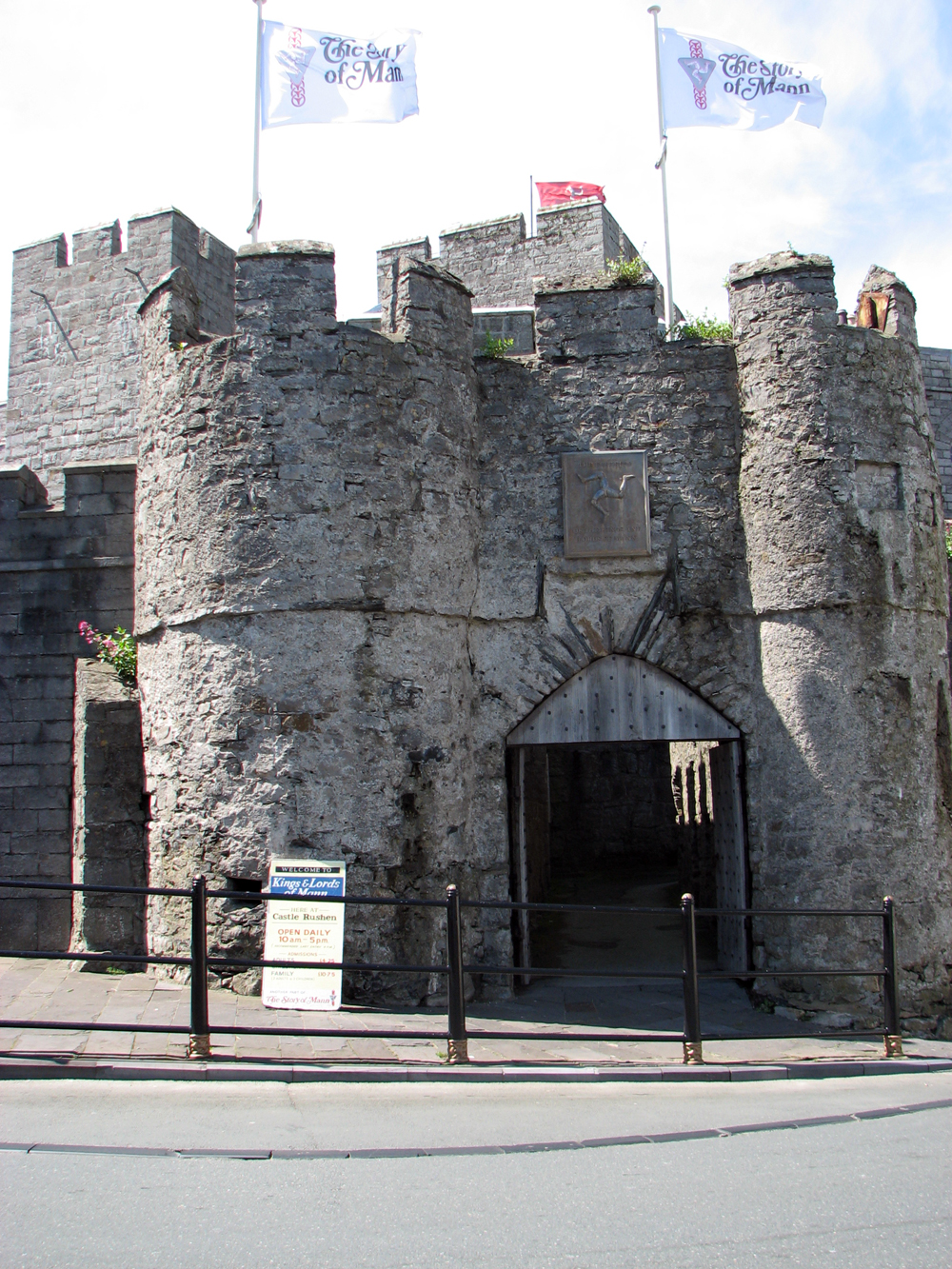
Château de Rushen.

- 1333 : souveraineté du roi d’Angleterre Édouard III.
- 1334 : Édouard III confie l’administration de Man à William Montacute, comte de Salisbury, qui agrandit Château-Rushen.
- 1392 : l’île est vendue à sir William Le Scrope (futur comte de Wiltshire).
- 1405 : le roi d’Angleterre Henri IV confie l’île à John Stanley et à ses descendants, pour 350 ans (l’hommage est rendu au roi d’Angleterre).
- 1417 : première référence écrite de l’institution de la House of Keys (Yn Chiare as Feed en mannois, Chambre des Clefs en français).
- 1422 : la « chambre des Vingt-Quatre » (House of Keys) édicte la Constitution de Man (normalisation du parlement, le Tynwald).
- 1458 : l’archevêque d’York établit sa tutelle religieuse aux dépens de l’archevêque de Trondheim.
- 1504 : le titre de Lord of Man (« Seigneur de Man ») remplace celui de « roi de Man ».
- 1603 : Jacques Ier d’Angleterre et VI d’Écosse est le premier roi porteur des deux couronnes.
- 1610 : l’évêque Phillips rédige une traduction du Book of common prayer (Livre de prière commune) en mannois qui ne sera pas publiée.
- XVIIe siècle : le mannois devient la langue majoritaire de l'île – sur la base du gaélique elle incorpore de nombreux emprunts au norrois, la langue des Scandinaves
- 1707 : le Duties of Christianity est le premier livre imprimé en gaélique mannois.

L’île de Man est exclue de l’Acte d’Union qui réunit les royaumes d’Écosse et d’Angleterre en un seul État (le Royaume-Uni de Grande-Bretagne) sous l’autorité de la même Couronne britannique portée par le souverain d’Angleterre ; le Tynwald et le gouvernement mannois restent donc séparés du nouveau parlement britannique et de son nouveau gouvernement unique
- 1736 : James Murray, le duc de la famille d’Atholm, d’origine écossaise, devient Lord of Man.
- 1764 : la souveraineté mannoise passe à la Couronne britannique. Le roi d’Angleterre George III (1760–1820) devient Lord of Man. La famille d’Atholm reste gouverneur de l’île pendant 150 ans.
- 1765 : l’Isle of Man Revesting Act confère au roi d’Angleterre le gouvernement effectif. Le Book of Common Prayer fait l’objet d’une première publication en mannois.
- 1776 : les méthodistes font leurs premières prédications dans l’île.
- 1819 : la Bible est disponible intégralement en mannois, alors que cette langue recule (50 % environ de la population l’utilise).
- 1828 : la famille d’Atholm revend ses titres de propriété à l’Angleterre, pour la somme de 417 000 £ ; l’administration est confiée à un Lieutenant-Gouverneur, nommé par Londres.
- 1831 : début de l’extraction de minerais à Laxey.
- 1832 : établissement d’une ligne maritime régulière avec l’Angleterre, Douglas–Liverpool, ce qui va favoriser les débuts du tourisme.
- 1839 : premier dictionnaire mannois-anglais.
- 1840–1842 : adoption de la monnaie anglaise, la livre sterling, et fin de la monnaie locale.
- 1854–1880 : exploitation des mines de plomb, d’argent et de zinc. Laxey est le centre minier le plus important du Royaume-Uni.

## Autonomie
- 1860 : première élection des membres du parlement mannois qui recouvre l’usage de ses droits fonciers en même temps que son autonomie issue du scrutin local et non des seules nominations par le souverain.

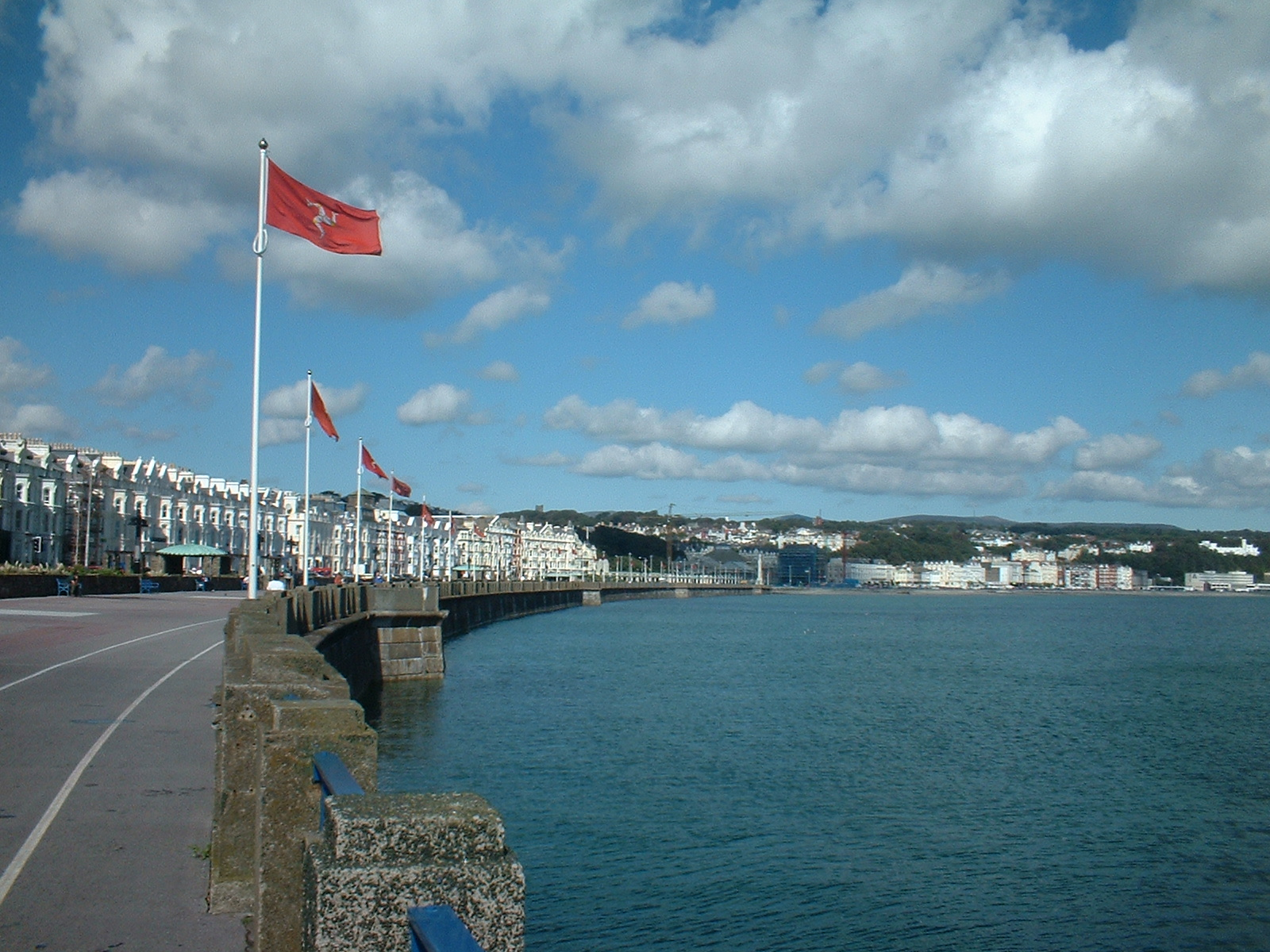
Douglas.

- 1863 : Douglas devient capitale de l'Île e Man à la place de Castletown.
- 1872 : adoption du Manx Education Act : instauration de l’enseignement élémentaire gratuit dans toutes les paroisses, au profit de la langue anglaise.
- 1873 : mise en service de la ligne de chemin de fer Douglas–Peel.
- 1874 : un recensement linguistique démontre la progression du bilinguisme, au détriment du monolinguisme mannois.
- 1895 : Londres décide de restituer les sommes perçues au titre de l’impôt sur le revenu, ainsi que les droits de douane ; c’est l’origine du « paradis fiscal » de Man.
- 1896 : publication en anglais du Manx National Songs et en gaélique mannois du Manx Ballads and Music, recueils de musique traditionnelle.
- 1899 : fondation de la Yn cheshaght ghailckagh (« Société pour la langue mannoise »)
- 1901 : d’après le recensement, le mannois n’est plus parlé que par 8 % de la population.

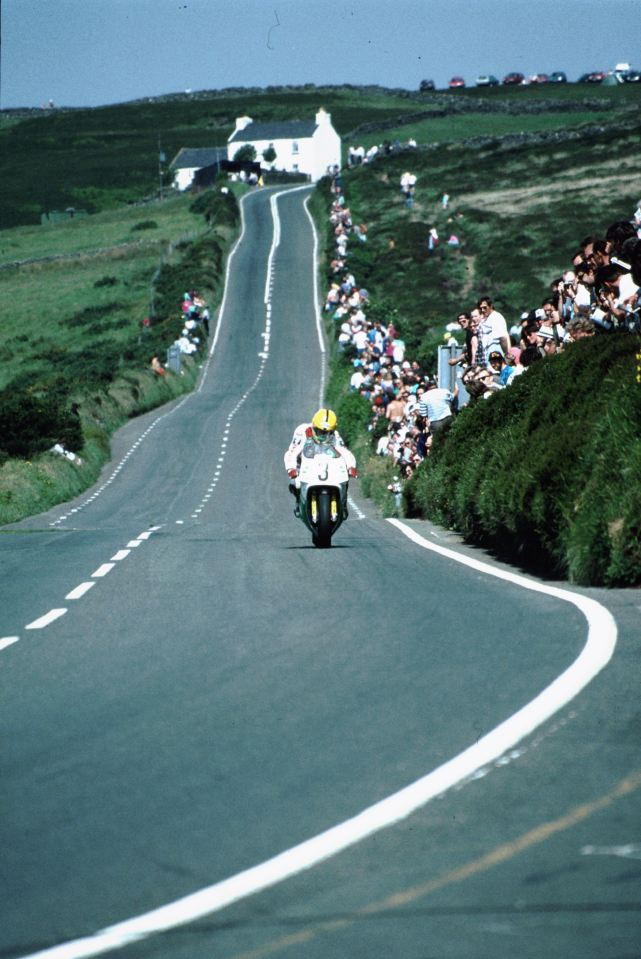
Le Touris Trophy en 1992.

- 1907 : création du Tourist Trophy (TT) célèbre et dangereuse course de motos qui emprunte les routes de l’île.
- 1914–1918 : durant la Première Guerre mondiale, 5 % de la jeunesse perd la vie sur le front.
- 1919 : Londres accorde une certaine autonomie à l’île, mais se réserve encore le droit de nommer les membres du Tynwald.
- 1922 : la plus grande partie de l’Irlande devient indépendante, opte pour la république, et le gaélique irlandais comme seconde langue officielle ; la Couronne et l’État britanniques deviennent le Royaume-Uni de Grande-Bretagne et d’Irlande du Nord.
- 1931 : fondation par Mona Douglas du Aeglagh Vannin (« Mouvement pour la jeunesse mannoise »).
- 1936 : suppression de la dîme.
- 1937 : 600 000 touristes visitent l’île.
- 1957 : nouvel accord douanier avec le Royaume-Uni, le Tynwald assume désormais la gestion financière de l’île.
- 1964 : fondation du Mec Vannin (« Les fils de Man »), premier parti politique manxois par Douglas Fargher et Lewis Crellin qui milite pour l’indépendance de l’île.
- 1971 : le recensement constate la mauvaise situation de la langue, seules 244 personnes s’expriment en mannois. Indépendance de la monnaie, la livre mannoise émise par le Trésor de l’île de Man (Isle of Man Treasury), convertible avec la livre sterling au taux révisable de 1 pour 1 (en accord avec la Banque d’Angleterre).
- 1973 : adhésion du Royaume-Uni à la Communauté européenne : l’Île de Man n’en fait pas partie mais y est associée. Édition de ses propres timbres.
- 1974 : mort de Ned Maddrell (né en 1877) : il était le dernier locuteur mannois de naissance.
- 1976 : le parti indépendantiste Mec Vannin recueille 13 % des suffrages et un siège au parlement de l’île.
- 1977 : la Ligue celtique se déclare hostile à la militarisation de l’île par l’armée britannique.
- 1978 : Mona Douglas crée le « festival de la culture nationale ».
- 1979 : parution du Fragher English Manx Dictionnary, dictionnaire anglais-mannois.
- 1981 : le Mec Vannin perd son unique siège à la House of Keys, scission du parti et du Poblaght Soshiallagh Vannin (parti socialiste républicain).
- 1991 : le recensement fait état de 643 locuteurs mannois une population totale de 70 000 personnes.
- 1992 : à la suite de la publication des chiffres du recensement, une politique de développement du gaélique mannois est décidée, pilotée par un chargé de mission ; l'enseignement de la langue est proposée en option, dans toutes les écoles primaires.
- 1993 : 1 200 enfants parlent un mannois de base.
- 2001 : recensement de la population, l’île compte 76 000 habitants

## Compléments

### Sources et bibliographie
- Michel Duchein, Histoire de l’Écosse, Fayard, Paris, 1998,  (ISBN 2-213-60228-X)
- John Haywood (intr. Barry Cunliffe, trad. Colette Stévanovitch), Atlas historique des Celtes, éditions Autrement, Paris, 2002,  (ISBN 2-7467-0187-1).